# لويزة أبوريش
لويزة أبوريش هي لاعبة كاراتيه جزائرية. فازت بالميدالية الذهبية في منافسة وزن 53 كيلوغرام سيدات في بطولة أفريقيا للكاراتيه 2019 بطنجة المغربية وبالميدالية الذهبية في منافسة وزن 55 كيلوغرام [الإنجليزية] ألعاب البحر الأبيض المتوسط 2022 التي أقيمت في وهران بالجزائر. وانتصرت في النهائي على المصرية أحلام يوسف.

## إنجازات
| المنافسة           | دور الـ16                | الربع النهائي             | النصف النهائي             | النهائي / BM          | النهائي / BM |
| المنافسة           | الخصم النتيجة            | الخصم النتيجة             | الخصم النتيجة             | الخصم النتيجة         | الترتيب      |
| ------------------ | ------------------------ | ------------------------- | ------------------------- | --------------------- | ------------ |
| −55كغ [الإنجليزية] | Hasani (كرواتيا) · ف 4–2 | Brunori (إيطاليا) · ف 9–2 | Gërvalla (كوسوفو) · ف 7–0 | Youssef (مصر) · ف 4–1 | الأول        |